# Sankho Chaudhuri
Sankho Chaudhuri (25 de febrero de 1916 – 28 de agosto de 2006) fue un escultor indio, una destacada figura de la escena artística de India. 
Aunque bautizado como Naranarain  por tradición familiar, fue conocido habitualmente por su apodo Sankho. Trabajó con un amplio número de materiales, y produjo tanto relieves de gran tamaño como móviles.

## Vida y obra
Nace en el año 1916 en Santal Purganas, en el estado de Bihar. En 1939 obtiene el grado de Bachelor of Arts, en la escuela de Bellas Artes de Santiniketan. Ram Kinker Baij fue su profesor.
Tras seis años de estudio, en 1945 obtiene el diploma en Bellas Artes con Distinción en la especialidad de Escultura, en la escuela de Kalabhavan, Santiniketan. Ese mismo año se desplaza a  Nepal para ayudar a Ramkinkar en la ejecución de un Memorial de Guerra. Aprovechando su estancia en el país aprende las técnicas tradicionales de fundición de metales nepalíes.
Al año siguiente, 1946, realiza su primera exposición individual en Bombay. Inició su carrera con manifestaciones próximas al cubismo.
En 1949 emprende un viaje de estudios por Europa. Trabajó en París e Inglaterra, y visitó los principales centros artísticos de Italia, Suiza, Bélgica y Holanda. Fue influenciado entonces por István Beöthy, al que había conocido en  París. Su temática versa acerca de la figura de la mujer y la vida salvaje.
De 1949 hasta 1957 estuvo vinculado con la Universidad de Baroda, con el grado de Lector y jefe del departamento de escultura. En este período permanece ligado a otras instituciones como la Asociación de Escultores Indios de Bombay de la que fue miembro y secretario adjunto desde 1952. En 1954 participa en la Exposición de Escultura Contemporánea, de carácter colectivo y organizada por la National Gallery of Modern Art de India.
En 1956 fue nombrado miembro de la Academia Lalit Kala, que le otorgó el Premio Nacional de la Academia ese mismo año. Al año siguiente presenta una exposición individual en Nueva Delhi.
Durante el períkkkodo comprendido entre los años 1957 y 1970, fue profesor y Jefe del Departamento de Escultura en la Universidad de Baroda. En 1961 viajó a Yugoslavia para representar al Arte de la India en el Simposio Internacional de Escultores de 1962. En el año 1963 organizó el Campus de escultores de la Academia Lalit Kala en Makrana. En el año 1964 realiza un viaje a Polonia como conferenciante; visitando Rusia como representante de la Artists Union.

Durante tres años fue Rector de la Facultad de Bellas Artes de la Universidad de Baroda,  entre 1966 y 1968.
En 1969 organizó el evento llamado Imágenes floclóricas y tribales de India (del inglés: “Folk and Tribal Images of India”) que tuvo como eje central las exposiciones realizadas en la Academia Lalit Kala. también presenta una exposición individual en Bombay.
En la década de 1970 se produce el reconocimiento internacional, con la obtención de numerosos premios y su colaboración como profesor en diferentes universidades en diferentes países. En 1971 fue nombrado Pad mashri por Varahagiri Venkata Giri, presidente de India y la National Gallery of Modern Art presenta una exposición individual retrospectiva. En 1972 organizó el Complejo de la India Rural Complex, en colaboración con la Asociación de Artesanos de India. En 1974 fue nombrado secretario de Honor en la Academia Lalit Kala y doctor honoris causa por la Centre Escolar University de Filipinas participando también ese año en la primera Bienal de Artistas Árabes. Viajó a Inglaterra en 1976, donde fue profesor visitante en la B.H.U., participando en el Seminario sobre Tagore, en Darlington. En los años 1976 y 1977 organizó los Estudios de Artista Tuteladosen Garhi de la Academia Lalit Kala . Durante dos años entre 1977 y 1978 fue miembro visitante de la  Visva – Bharati, en Santiniketan. La década concluye con la obtención del Premio Aban-Gagan de la Universidad Visva-Bharati y una exposición conjunta con Ira Chaudhuri en Bombay en 1979.

Viajó a Tanzania donde fue profesor de Bellas Artes Artes de la Universidad de Dar es Salaam, en 1980. 
En 1982	en el terreno de la docencia regresó a ocupar su puesto como Miembro de la Academia Lalit Kala; también participó en un Seminario organizado por el British Museum. Organizó una exposición de Libros en el Festival de la India, y viajó a Venecia como representante indio en la Conferencia Internacional de la UNESCO.
En 1983 fue invitado a visitar Bagdad con motivo del Festival Internacional de Arte, participando como Miembro del Jurado.
Durante el período comprendido entre 1984 y 1989 fue:
- Miembro permanente de la Comisión de Arte Urbano de Delhi.
- Miembro de la asociación de la Asociación de Artesanos de India.
- Miembro Internacional del Jurado, en la 5.ª Trienal-India.
- Presidente del Consejo de administración de la AcademiaLalit Kala.

En 1985 visitó  Bucarest, presentando sus obras en el Village Museum. También representó a India en la UNESCO, en la Conferencia de París sobre la preservación de la Tradición folclórica.
En 1986 visitó el Museo Etnografico de Oslo, Lillehammer y el museo al aire libre de Copenague, Dinamarca.

En el año 1987 fue nombrado Presidente de la asociación gubernamental Rashtriya Manav Sanghralaya y presentó exposiciones individuales en Nueva Delhi y Calcuta (esta última de bocetos y dibujos).
En 1988	visitó Japón, como profesor asociado visitante y recorrió Indonesia. En 1989 encabezó una delegación enviada a China tras una invitación del Pueblo de China – Sociedad para la Amistad con los pueblos extranjeros.
En 1991 presentó una exposición individual en Calcuta y un año más tarde otra en la Galería LTG, Nueva Delhi.
En 1995 presentó una exposición individual en la Galería de Arte Cymroza de Bombay.
En 1997	fue nombrado doctor honoris causa de la Universidad Rabindra Bharati. En 1998	fue nombrado Desikottama (doctor honoris causa) por la Universidad Viswa Bharati.
En 2000-02: Premio Kalidas Samman. (कालिदास सम्मान)

En 2002 Aditya Birla Kala Shikhar Puraskar - Premio Zénith de las Artes.
En 2004 presentó su última exposición individual con vida en Baroda, organizada por la Galería de Arte Sarjan.
Premio de Honor «Lalit Kala Ratna» 2004 por la Academia Lalit Kala y «Lifetime achievement Award» Leyenda viva de India.

## Principales encargos
En 1957, la All India Radio en Nueva Delhi le encargó la escultura titulada «Música»
En 1958, Mural, Universidad Baroda y Alembic Chemical Ltd.

En 1964, instalada en diciembre, Estatua de bronce de Mahatma Gandhi, actualmente en Río de Janeiro. 

En 1967-68: 12’Stainless Escultura de acero rotante para Jyoti Ltd; Baroda

En 1976: Escultura de bronce para el Banco Mundial, encargada por el gobierno de India.

En 1986, escultura de bronce de Mahatma Gandhi para Copenhague.

En 1987: Escultura de mármol para UNICEF, Nueva Delhi.

y escultura de mármol para Hábitat, en Nairobi.